# Croix hosannière de Maillezais
La croix hosannière de Maillezais est une croix hosannière située à Maillezais, en France.

## Localisation
La croix est située dans le département de la Vendée, sur la commune de Maillezais, dans le cimetière.

## Historique
La croix est classée au titre des monuments historiques le 13 décembre 1937.